# 中華民國—葡萄牙關係
中華民國與葡萄牙共和國於1913—1975年有官方外交關係，斷交後，中華民國在葡萄牙首都里斯本設有具大使館功能的代表機構，但葡萄牙則未在中華民國設立對等機構。

## 政治

### 外交

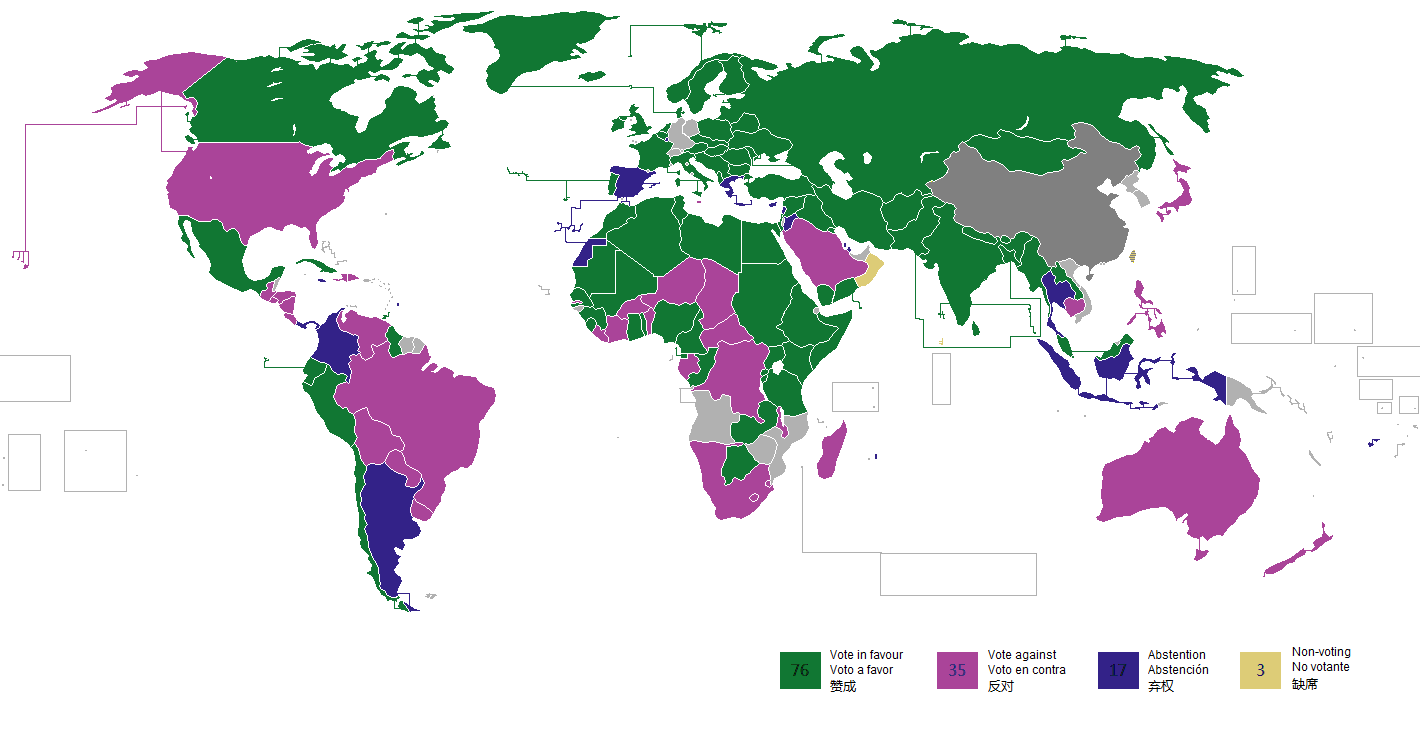
綠色國家表示在1971年的投票中反對中華民國續留聯合國，即《聯合國大會2758號決議》，其中包括葡萄牙。

1912年，中華民國成立後，向葡萄牙派駐公使（初期由駐法國、駐西班牙公使兼任）。
1913年10月6日，葡萄牙外交承認中華民國北洋政府，並派駐公使。
1928年12月19日，隨著國民革命軍北伐幾近尾聲，葡萄牙外交承認中華民國國民政府。
1949年，中華民國政府遷台後，由於當時葡萄牙為反共的薩拉查政權「新國家」一黨專政，故仍與中華民國保持外交關係，但葡萄牙不再派駐公使。
1964年8月，最後一任中華民國公使離任，此後便不再派駐公使，僅保留臨時代辦。
1966年12月3日，葡屬澳門發生暴動，結果使中華民國政府和中國國民黨在澳門設置或支持的機構和團體被查封，中國國民黨在澳門勢力被全面清除。12月25日，外交部因澳門將1963年闯入中国海域但为澳萄水警捕获的7个台湾派遣的反共特务移交中共，向葡萄牙提出抗議；1967年1月6日，以澳門禁懸青天白日滿地紅旗及親臺之澳門總工會被查封，再度向葡萄牙提出抗議；1月11日，召回駐葡萄牙代辦吳文輝；1月30日，因葡澳與中共簽定協約，同意遣返逃澳難民，關閉臺灣機構，並同意8名反共人士押送中共，再向葡方轉遞第5次抗議；2月21日，駐聯合國代表劉鍇向聯合國提岀抗議。:731。
1971年10月25日，葡萄牙在聯合國大會上就中國代表權問題，與絕大多數歐洲國家一樣支持中華人民共和國取得「中國」席次。
1974年4月25日，葡萄牙一批中下級軍官所組成的「武裝部隊運動」發起軍事政變，將持續执政42年的極右派法西斯主義政權推翻，新的葡萄牙文人政府開始民主化進程。在軍事政變成功後，雖然中華民國隨即外交承認，但政變後的左派勢力左右葡萄牙政局，兩國的外交關係開始動搖。而中華民國在葡屬帝汶首都設立的駐狄力領事館，也在葡萄牙軍事政變、葡屬帝汶內戰導致印尼軍事介入後，於1975年12月28日關閉。
1975年1月6日，葡萄牙对外发布照会，同时还发表两项重要声明，其一是「葡萄牙认为中华人民共和国政府是中国唯一的合法代表，且台湾是中国领土不可分割的一部份」。由于台湾在里斯本、东帝汶设有使領馆的事实被认为是兩國建交的重大障碍，因此声明特别提到台湾问题:331。不久葡萄牙承認中華人民共和國，中華民國與葡萄牙斷交。2月3日，中華民國政府召回臨時代辦。5月31日，關閉公使館。（葡萄牙至1979年2月8日始與中華人民共和國建交）
1995年9月，第50屆聯合國大會主席阿瑪諾（葡萄牙前外交部長）在開幕演說時，對當前聯合國所面臨的困難與問題發表看法，首先即開宗明義表示「聯合國已不再係一會籍受限制之政府間組織，已成為唯一之普遍性國際組織，應致力促使所有尚未成為會員國之國家在最近之未來尋求加入。基於同一理由，對會員國所加諸之最嚴重懲罰絕非加以驅逐，而係在一段不確定之期限內中止其會籍，蓋原則上聯合國須包含世界上所有國家。」其所強調的會籍普遍化論點，間接呼應中華民國參與聯合國的訴求。
2008年1月，世界衛生組織（WHO）執行委員會在瑞士日內瓦舉行。中華民國的邦交國提出「要求世界衛生組織與尚未獲納入國際衛生條例2005之國家、地區及領土就國際衛生條例2005之執行建立直接溝通與聯繫」提案，中華人民共和國則另提出修正案，並以25國贊成、3國反對、5國棄權（包括葡萄牙）、1國缺席通過，中華民國的邦交國所提議案則不交付表決。
2019年5月，葡萄牙國會友臺小組主席呼籲WHO幹事長谭德塞邀請台灣參與世界衛生大會（WHA）。
2020年2月，對於2019冠状病毒病疫情在全球擴散，葡萄牙國會友台小組主席致函WHO幹事長譚德塞，促請更正WHO疫情報告中對台灣的不當稱呼。
2021年4月2日，臺灣太魯閣號列車發生事故，造成重大傷亡，葡萄牙外交部在Twitter發文表示哀悼。
2025年6月17日，葡萄牙國會副議長薩萊瓦敦促新政府深化對臺關係，表示將提出多項決議案，包括仿效其他歐盟成員國，推動在臺灣設立代表機構，盼新政府「鼓起勇氣」，勿「屈服於中國」。

#### 人員互訪（2002年至今）
僅列舉部分名單：
中華民國：考試院長關中、司法院大法官、外交部常務次長林永樂、史亞平、教育部政務次長林聰明、公平交易委員會主任委員黃美瑛、雲林縣長李進勇。
葡萄牙：國會副議長郭納拉、國會駐歐洲安全合作理事會議會代表團主席江守亞、投資暨貿易局長霍塔、投資暨貿易局執行長聖地牙哥（António Manuel Syder Santiago）、布蘭登（Manuel Brandao）、企業家協會長阿爾梅達。

### 代表機構

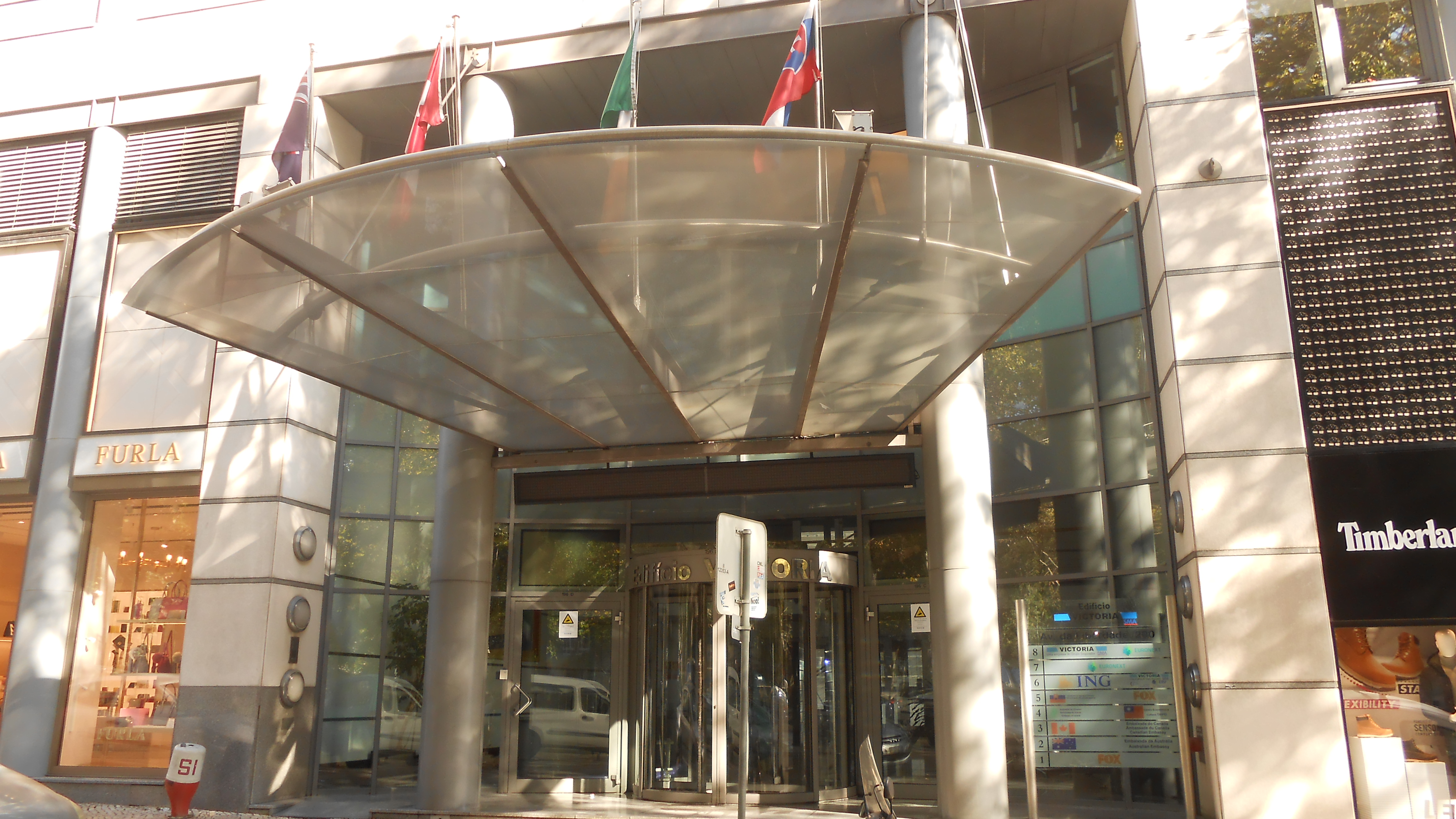
駐葡萄牙臺北經濟文化辦事處與澳大利亞、愛爾蘭、斯洛伐克駐葡萄牙大使館同位於里斯本維多利亞大樓內。

北洋政府时期，中华民国外交部於葡屬澳門设立特派员公署。1950年后改为专员办事处。1966年12月3日后，中华民国政府在澳门的势力被完全肃清。
中華民國外交部也曾在葡屬帝汶首都設有駐狄力領事館，1974年4月25日，葡萄牙軍事政變後，葡屬帝汶亦發生內戰，導致印尼軍事介入，後於1975年12月28日關閉領事館。
1992年，雙方以換函方式承諾互設代表機構。1992年7月1日，中華民國外交部於葡萄牙首都里斯本設立具大使館功能的駐葡萄牙臺北經濟文化中心，11月27日掛牌運作。以推動雙方在經貿、學術及文化等雙邊實質關係，並辦理領務；但葡萄牙至今未在台灣設立代表機構。

## 經濟

### 貿易
雖然在葡萄牙設有駐外機構，但與該國經貿有關業務，是由經濟部國際貿易署於首都馬德里設立的駐西班牙代表處經濟組兼轄。
| 年分 | 貿易總額    | 貿易總額 | 貿易總額 | 出口至葡萄牙 | 出口至葡萄牙 | 出口至葡萄牙 | 自葡萄牙進口 | 自葡萄牙進口 | 自葡萄牙進口 | 順逆差 |
| 年分 | 金額        | 年增減   | 排名     | 金額         | 年增減       | 排名         | 金額         | 年增減       | 排名         | 順逆差 |
| ---- | ----------- | -------- | -------- | ------------ | ------------ | ------------ | ------------ | ------------ | ------------ | ------ |
| 2017 | 532,918,880 | ▲49.6%   | 54       | 442,859,838  | ▲64.0%       | 40           | 90,059,042   | ▲4.5%        | 65           | 順差▲  |
| 2018 | 544,750,968 | ▲2.2%    | 52       | 454,833,537  | ▲2.7%        | 40           | 89,917,431   | ▼0.2%        | 70           | 順差▲  |
| 2019 | 585,072,117 | ▲7.4%    | 50       | 487,168,233  | ▲7.1%        | 37           | 97,903,884   | ▲8.9%        | 64           | 順差▲  |
| 2020 | 548,102,146 | ▼6.3%    | 49       | 432,812,117  | ▼11.2%       | 39           | 115,290,029  | ▲17.8%       | 62           | 順差▼  |
| 2021 | 723,497,902 | ▲32.0%   | 53       | 520,148,067  | ▲20.2%       | 41           | 203,349,835  | ▲76.4%       | 58           | 順差▼  |
| 2022 | 810,533,785 | ▲12.0%   | 51       | 606,179,163  | ▲16.5%       | 40           | 204,354,622  | ▲0.5%        | 59           | 順差▲  |
| 2023 | 776,260,594 | ▼4.2%    | 47       | 567,012,020  | ▼6.5%        | 37           | 209,248,574  | ▲2.4%        | 57           | 順差▼  |
| 2024 | 826,949,611 | ▲6.5%    | 46       | 617,522,331  | ▲8.9%        | 35           | 209,427,280  | ▲0.1%        | 56           | 順差▲  |

2023年的兩國貿易項目如下：
出口至葡萄牙的前10大項目為：集成电路；熱軋之铁或非合金鋼扁軋製品；經護面、鍍面或塗面之鐵或非合金鋼扁軋製品；車輛之零件與附件；冷軋之鐵或非合金鋼扁軋製品；特定用途器具之零件；電話機（包括智能手机），以及其他傳輸或接收聲音、圖像之有線或无线网络通訊器具；印刷電路；平面顯示模組；自行車或機動車輛用之電氣照明或信號設備、擋風板刮刷器、去霜或去霧器等。
自葡萄牙進口的前10大項目為：小客車與其他主要設計供載客之機動車輛；積體電路；針織或鉤針織T恤、汗衫與其他；新橡膠氣胎；針織或鉤針織套頭衫、無領開襟上衣、外穿式背心與類似品；醫藥製劑；轉數計、计数器、出租汽車計費表、里程記錄器、步程器、速率指示器與轉速計、光測頻器；铝廢料與碎屑；鋼鐵鏈及其零件；自行車或機動車輛用之電氣照明或信號設備、擋風板刮刷器、去霜或去霧器等。

### 投資
根據中華民國經濟部投資審議司統計，截至2023年，葡萄牙在臺灣的總投資金額為2億4,061萬美元，計有57件。主要投資類別：技術支援、住宿餐飲、電子零組件、批發零售；藝術、娛樂與休閒等。
根據中華民國經濟部投資審議司統計，截至2023年，臺商在葡萄牙的總投資金額為989萬美元，計有1件。主要投資業別為專業、科學與技術服務。雖然官方統計資料在葡萄牙投資僅有1件，但臺商在當地以經營餐飲、雜貨進出口、旅遊業、家具、健康食品、房地产買賣為主。目前已成立葡萄牙台灣商會。1999年2月，華悅國際在葡萄牙北部城市布拉干薩投資約3,000萬美元生產消防設備，是兩國間首件具規模的投資案。此外，華碩、微星科技、技嘉科技、友訊科技、合勤科技、亞旭電腦等業者亦經營葡萄牙市場多年。

### 會展
2001年6月，中華民國國際經濟合作協會（國經協會）與葡萄牙經濟部投資暨貿易局，於里斯本共同舉辦「第1屆台葡經貿研討會」。
2013年11月，國經協會前往里斯本，與葡萄牙工業總會共同舉辦「第1屆台葡經濟合作會議」。此後於臺北、里斯本輪流舉辦，至2017年已舉辦第5屆。
葡萄牙每年11月均舉辦「Web Summit 新創科技大會」，中華民國經濟部中小及新創企業署（2023年9月前為經濟部中小企業處）近年均率領新創團隊參加展覽。

## 交流

### 藝文
世界賽鴿聯盟於2005年1月在葡萄牙舉辦第29屆奧林匹克賽鴿大會時，中華人民共和國代表因不滿台灣代表攜帶中華民國國旗出席，向大會表示抗議但未獲接受，於是強行搶奪國旗，該聯盟對其行徑表示不滿，並要求在4月舉行的理事會公開道歉。
第52屆國際古爾皮利亞里什民俗節於2016年8月6日展開，太極門親善文化訪問團是該民俗節第一次邀請的台灣團體，現場並演奏中華民國國歌與升起中華民國國旗。

### 學術
中華民國教育部提供數名華語文獎學金名額給予葡萄牙學生赴台進修、取得學位。

## 協定
| 日期           | 簽署 | 備註     |
| -------------- | --- | -------- |
| 1928年12月19日 | 《中葡友好通商條約》 |          |
| 1947年4月1日   | 《中葡關於取消葡萄牙在華領事裁判權及處理其他事項之換文》                                                                                |          |
| 1948年3月4日   | 《中澳（門）金融協定》 |          |
| 1948年5月20日  | 《中國海關與澳門政府關務協定》 |          |
| 1987年5月27日  | 《中華民國郵政總局與葡萄牙（共和國）郵政總局間國際快捷郵件服務協定》                                                                    |          |
| 2010年6月8日   | 《中華民國對外貿易發展協會與葡萄牙投資暨貿易局合作備忘錄》                                                                              | [ 註 2 ] |
| 2012年         | 《國立臺灣大學與波多大學交換學生協定》 《國立政治大學與天主教大學商學院交換學生協定》 《國立政治大學與里斯本大學商學院交換學生協定》    | [ 35 ]   |
| 2013年         | 《國立清華大學與阿威羅大學交流合作協定》                                                                                                | [ 21 ]   |
| 2013年3月      | 《中華民國國際經濟合作協會與葡萄牙工業總會合作備忘錄》                                                                                  | [ 21 ]   |
| 2015年5月15日  | 《中華民國國際經濟合作協會與葡萄牙語國家共同體出口商聯盟合作備忘錄》 《中華民國國際經濟合作協會與葡萄牙語國家共同體工商總會合作備忘錄》 | [ 註 3 ] |
| 2015年5月18日  | 《中華民國工具機協會與葡萄牙工具機協會諒解備忘錄》                                                                                      | [ 註 4 ] |
| 2017年3月      | 《中華民國國際經濟合作協會與葡萄牙企業協會合作備忘錄》                                                                                  | [ 23 ]   |
|                | 《駐葡萄牙臺北經濟文化中心與里斯本自治大學設立臺灣書院連絡點意向書》 《駐葡萄牙台北經濟文化中心與天主教大學設立臺灣書院連絡點意向書》   | [ 23 ]   |

## 簽證

持中華民國護照的中華民國國民簽證要求分布圖：入境葡萄牙可以「申根區免簽證」。

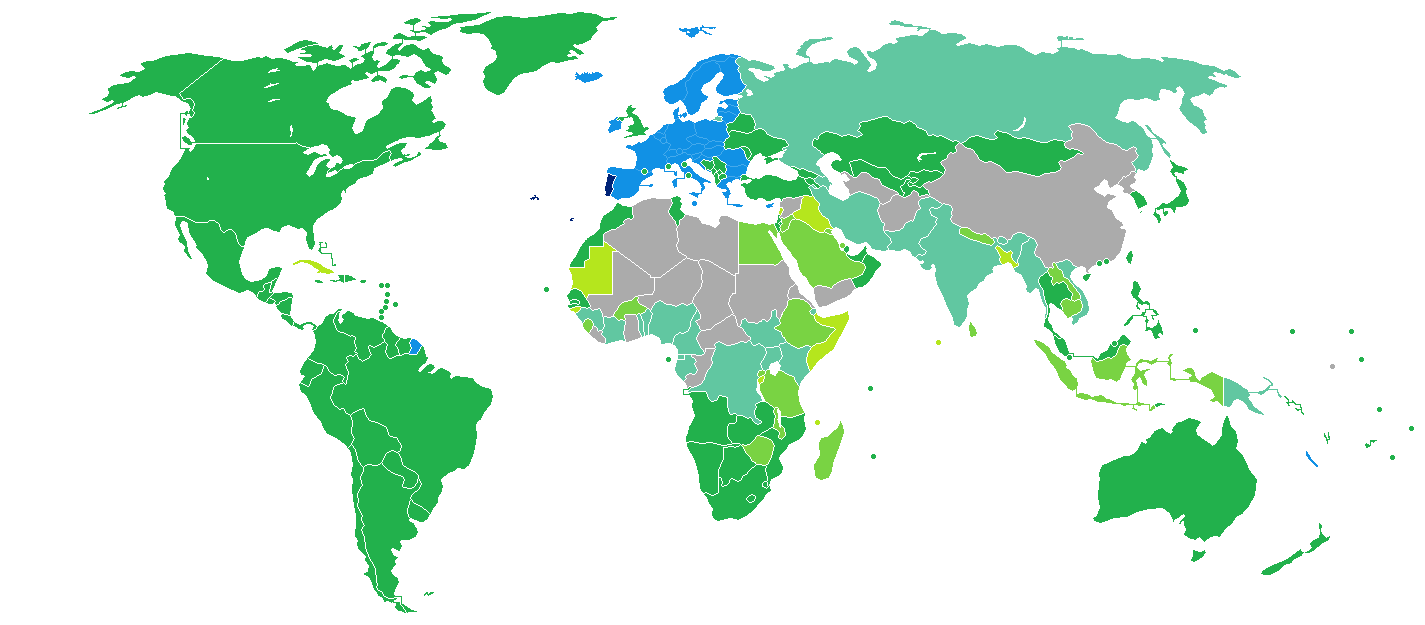
持歐盟的葡萄牙護照之葡萄牙國民簽證要求分布圖：入境中華民國可以免簽證。

歐洲申根區給予持有載明身分證字號的中華民國護照之中華民國國民可以申根區免簽證入境，停留日數與申根區合併計算，每6個月期間內總計可停留90天，經葡萄牙轉機至申根區亦可免簽證。申請長期签证可至葡萄牙駐澳門總領事館。
葡萄牙國民持有歐盟護照者也可以免簽證的方式入境中華民國，停留最多90天。

## 交通

### 航空

#### 客運
兩國無直航班機，可經由（不計航點遠近，截至2023年7月13日）：
- 臺北松山→杭州[註 5]，再轉機前往葡萄牙的國際機場（英语：List of airports in Portugal）。
- 臺北桃園→杭州、杜拜、伊斯坦堡、倫敦、巴黎、羅馬、米蘭、慕尼黑、法蘭克福、阿姆斯特丹、維也納、布拉格（2023年7月18日開航臺北桃園）、紐約、芝加哥、舊金山、多倫多→葡萄牙。

## 外部連結
- 中華民國外交部－葡萄牙共和國簡介 （页面存档备份，存于）
- 駐葡萄牙台北經濟文化中心（Facebook、Twitter、Instagram）
- 外交部領事事務局－國外旅遊警示分級表
- 中華民國衛生福利部－國際旅遊疫情建議等級
- 中華民國國際經濟合作協會 （页面存档备份，存于）